# روبرت هارتمان
روبرت هارتمان (بالألمانية: Robert Hartmann)‏ هو حكم كرة قدم ألماني، ولد في 8 سبتمبر 1979.